# Бялобжеги (гмина, Ланьцутский повет)
Бялобжеги (пол. Białobrzegi) — сельская гмина (волость) в Польше, входит как административная единица в Ланьцутский повет, Подкарпатское воеводство. Население 7992 человека (на 2004 год).

## Демография
| Перепись                       | Всего   | Всего | Женщины | Женщины | Мужчины | Мужчины |
| ------------------------------ | ------- | ----- | ------- | ------- | ------- | ------- |
| Единицы                        | человек | %     | человек | %       | человек | %       |
| Население                      | 7992    | 100   | 4063    | 50,8    | 3929    | 49,2    |
| Плотность населения (чел./км²) | 142,4   | 142,4 | 72,4    | 72,4    | 70      | 70      |

## Поселения
1. Бялобжеги
2. Буды-Ланьцуцке
3. Дембина
4. Корняктув-Полуднёвы
5. Корняктув-Пулноцны
6. Воля-Дальша

## Соседние гмины
1. Гмина Чарна
2. Гмина Гродзиско-Дольне
3. Гмина Ланьцут
4. Гмина Пшеворск
5. Гмина Трыньча
6. Гмина Жолыня